# Bandella

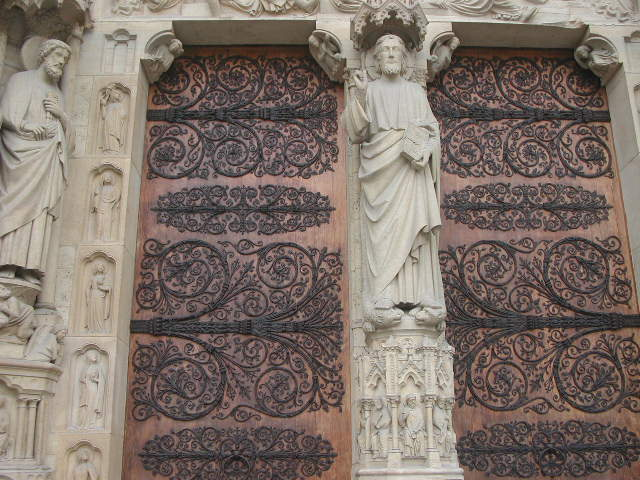
Le bandelle dei battenti del portale del Giudizio della Notre-Dame di Parigi (datati al XIX secolo e riprendenti tecniche e motivi delle antiche bandelle del XIII secolo).

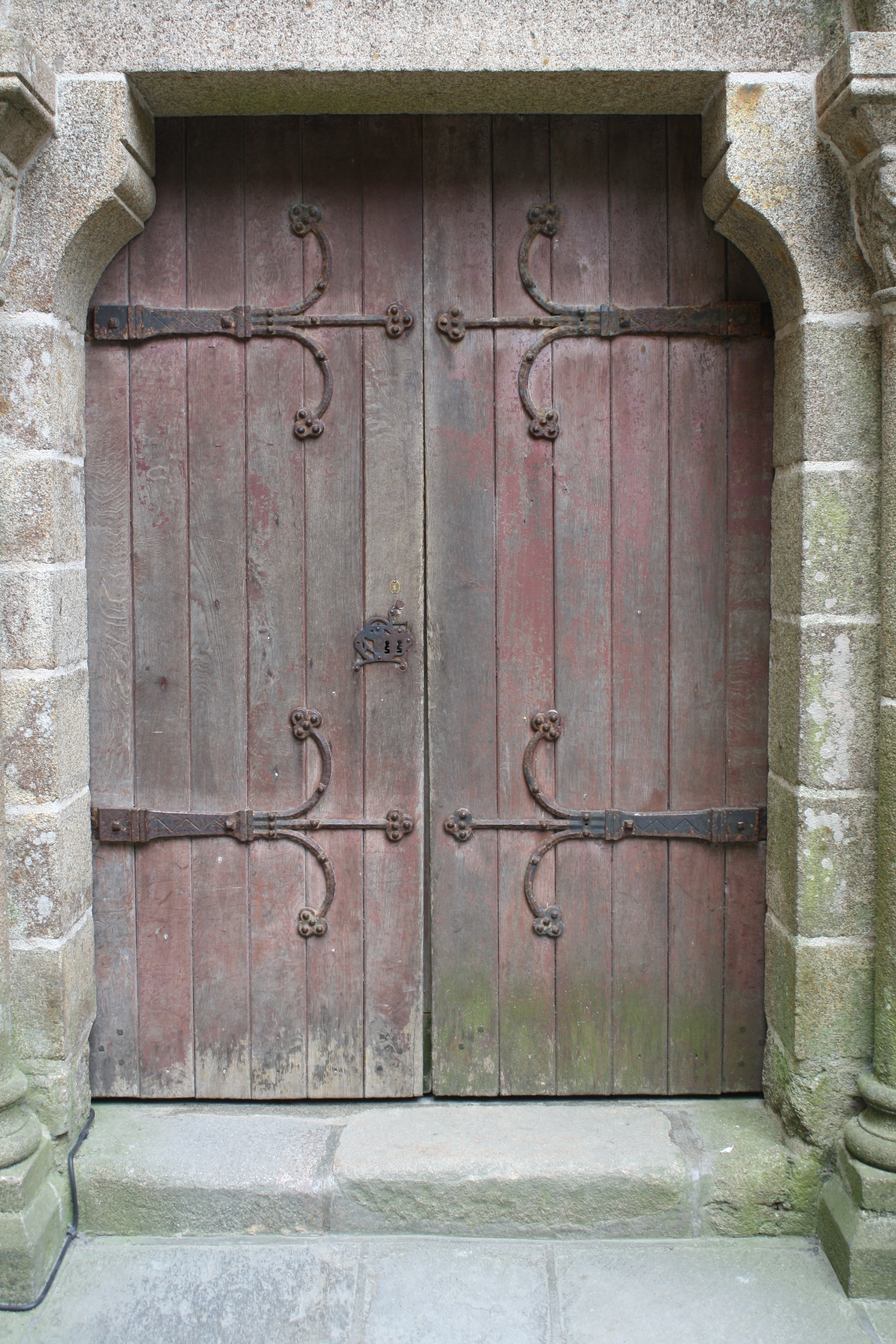
Bandelle nell'abbazia di Mont-Saint-Michel.

Una bandella, nel linguaggio dell'architettura, è una banda di ferro inchiodata o rivettata trasversalmente sul battente di una porta o di un'anta di finestra per sostenerla sul cardine. Verso la fine del XIII secolo comparvero nuove bandelle, pezzi di ferro piatto arrotolato a un'estremità in modo da formare un "occhiello" destinato a ricevere il perno di un cardine. Essa è normalmente attaccata sulla superficie di un battente di un'imposta in modo da tenerla saldamente sospesa e consentirne il movimento di apertura o chiusura.
Certe bandelle di edifici prestigiosi possono essere formate in modo molto complesso e costituire veri e propri capolavori di forgiatura, come ad esempio quelli che ornano i battenti dei tre portali occidentali della cattedrale di Notre-Dame di Parigi.

## Tipologia
Alla fine del XIII secolo, in termini di lavorazione del ferro, una bandella indicava un pezzo di ferro battuto piatto, dotato di più fori, e di cui una delle estremità era ripiegata a formare un "occhiello", saldato o direttamente formato con la bandella, per ricevere il perno di un cardine. Essa serve alla ferratura di porte o imposte di finestra. Essa può essere ordinaria, se è grezza e solamente smussata ai bordi.
- Bandella a tallone: bandella la cui estremità è piegata a squadra, formando una specie di graffa[1].
- Bandella allargata o di forma: questa bandella ha il "colletto"[2] più alto della stanga ed è normalmente raddrizzata, limata e incastonata nel legno[1].
- Bandella a cerniera: bandella a doppia o tripla stanga, che porta all'estremità di ciascuna delle stanghe da un lato un occhiello semplice e dall'altro un occhiello doppio o biforcuto, che sono riuniti e fissati insieme da una robusta coppiglia rivettata. Questa cerniera serve alle chiusure di ante "spezzate" verticalmente in più "antine" snodate fra loro.[1]. Un "maschietto" può essere definito come una bandella a due stanghe.[3].

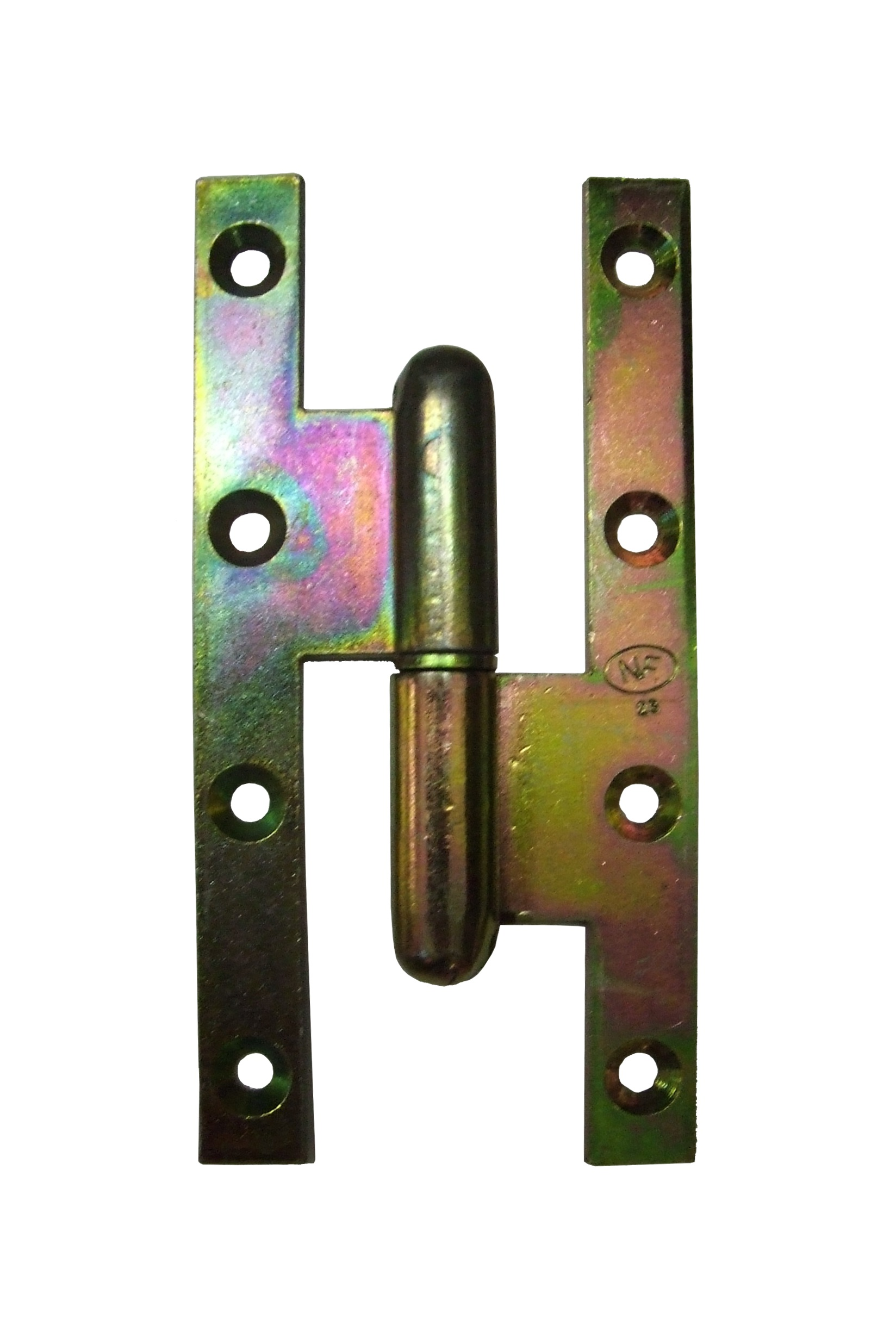
"Maschietto" della Piccardia